# Angelo Cerica
Angelo Cerica (Alatri, 30 settembre 1885 – Roma, 11 aprile 1961) è stato un generale e politico italiano, Medaglia d'Argento al Valor Militare.

## Biografia
Studiò nel Liceo Conti-Gentili di Alatri e, conclusa l'Accademia militare, nel 1912 fu trasferito nei Reali Carabinieri e partecipò alla prima guerra mondiale. Promosso nel 1927 tenente colonnello e nel 1935 colonnello, fu posto al comando della Legione di Bari.
Promosso Generale di brigata al termine della guerra d'Etiopia, fu Comandante Superiore dei Carabinieri del corpo di spedizione nell'Africa Orientale e Settentrionale tra il 1940 e il 1941. Nel 1942 raggiunse il grado di Generale di divisione e assunse il Comando della 2ª Divisione "Podgora" di Roma.
Fu nominato Comandante Generale dell'Arma dei Carabinieri dal 23 luglio all'11 settembre 1943: in tale veste organizzò l'arresto del ex presidente del consiglio Benito Mussolini. Promosso generale di corpo d'armata l'8 agosto di quell'anno, si trovò ad affrontare il difficile momento dell'8 settembre, diramando l'ordine di restare al proprio posto e continuare a svolgere il servizio.
Il 9 settembre combatté contro i tedeschi, sulla via Ostiense, con un battaglione di allievi carabinieri.
Quindi, in seguito allo scioglimento del Comando Generale, ricercato dai nazisti, il 13 settembre si rifugiò nelle montagne dell'Abruzzo, dove per nove mesi partecipò alla resistenza partigiana.
Nel 1945 a Firenze, incaricato dal ministro della guerra Alessandro Casati, comandò la delegazione dello Stato Maggiore e diresse la lotta di liberazione contro i tedeschi. Ricevette dal presidente degli Stati Uniti Truman la  Medal of Freedom.
Dall'aprile al giugno del 1945 fu Comandante Militare dell'Emilia-Romagna.
Ebbe numerose medaglie di merito al valore militare e dal maggio 1947 fu Presidente del Tribunale Supremo Militare (carica che mantenne fino a settembre del 1948).
Nell'aprile 1948, fu eletto Senatore per la Democrazia Cristiana nelle prime tre legislature della Repubblica Italiana, ricoprendo l'incarico di Presidente della Commissione Difesa del Senato, fino al 1958.